# Parafia Najświętszej Maryi Panny Królowej Świata w Bielsku-Białej
Parafia pw. Najświętszej Maryi Panny Królowej Świata w Bielsku-Białej – parafia rzymskokatolicka znajdująca się w Bielsku-Białej, w Mikuszowicach Śląskich. Należy do Dekanatu Bielsko-Biała II – Stare Bielsko diecezji bielsko-żywieckiej. Erygowana w 1958. Prowadzona przez salwatorianów.